# Korytárky
Korytárky este o comună slovacă, aflată în districtul Detva din regiunea Banská Bystrica. Localitatea se află la altitudinea de 440 m deasupra n.m., se întinde pe o suprafață de 9,04 km2 și în 2017 număra 966 de locuitori.

## Istoric
Localitatea Korytárky este atestată documentar din 1661.

## Demografie
| An:                | 1994 | 2004   | 2014   | 2024   |
| ------------------ | ---- | ------ | ------ | ------ |
| Număr de persoane: | 1043 | 1011   | 961    | 941    |
| Diferență:         |      | −3,06% | −4,94% | −2,08% |

| An:                | 2023 | 2024   |
| ------------------ | ---- | ------ |
| Număr de persoane: | 936  | 941    |
| Diferență:         |      | +0,53% |